# Working Girls (film 1931)
Working Girls è un film del 1931 diretto da Dorothy Arzner.

## Produzione
Il film fu prodotto dalla Paramount Pictures

## Distribuzione
Distribuito dalla Paramount Pictures, il film uscì in sala il 12 dicembre 1931.